# ヤツェク・カスプシク
ヤツェク・カスプシク（ポーランド語: Jacek Kaspszyk, 1952年8月10日 - ）は、ポーランドの指揮者。

## 人物・来歴
1952年、ビェルスコ＝ビャワ生まれ。
ワルシャワ音楽大学で、指揮法をスタニスワフ・ヴィスウォツキに学ぶ。1977年、カラヤン国際指揮者コンクール第3位。
翌年の1978年にポーランド国立放送交響楽団の首席指揮者、1980年には同音楽監督となる。その後、北オランダ・フィルハーモニー管弦楽団（現オランダ・シンフォニア）の首席指揮者を経て、1998年よりポーランド国立歌劇場の音楽監督、2002年より2005年まで同芸術総監督。カスプシクの在職中に同歌劇場は北京音楽祭 （2001年）、モスクワのボリショイ劇場 （2002年）、ロンドンのサドラーズ・ウェルズ・オペラ （2004年）、香港芸術祭 （2005年）等に出演し、日本へは2001年、2003年、2005年に来日公演を行っている。
2006年にはリトアニア国立歌劇場の音楽監督となり、2007年よりヴロツワフ・フィルハーモニー管弦楽団の音楽監督、2009年よりポーランド国立放送交響楽団の音楽監督に再度就任。2013年から2019年までワルシャワ国立フィルハーモニー管弦楽団の音楽監督を務めた。